# Ephemerythidae
De Ephemerythidae vormen een familie van haften (Ephemeroptera).

## Geslachten
De familie Ephemerythidae omvat slechts het volgende geslacht:
- Ephemerythus Gillies, 1960